# Finist, jasný sokol (divadelní hra)
Finist, jasný sokol (rusky Фи́нист я́сный со́кол) je realistické drama, které napsala ruská scenáristka Světlana Petrijčuková a uveřejnila roku 2020.
Divadelní hra pojednává o ženách, které se provdají za bojovníky islámského státu a odejdou za nimi do Sýrie. Premiéra se konala 2020 v Moskvě v režii Jevgeniji Berkovičové. Představení získalo jednu z nejvýznamnějších ruských divadelních cen Zlatou masku. Divadelní hru však nahlásil na policii anonym. Bylo zahájeno trestní řízení, které dostalo přezdívku "divadelní kauza". Jméno udavače není veřejnosti známo, ale před soudem vystoupil jako utajený svědek s pozměněným hlasem a pseudonymem Nikita. Moskevský vojenský soud obvinil obě umělkyně z „veřejného vyzývání k ospravedlňování teroristické činnosti“ a vyměřil ženám 6 let odnětí svobody.
V roce 2024 byla hra přeložena do češtiny.